# NGC 2765
NGC 2765 (również PGC 25646 lub UGC 4791) – galaktyka soczewkowata (S0), znajdująca się w gwiazdozbiorze Hydry. Odkrył ją William Herschel 27 stycznia 1786 roku.
W galaktyce tej zaobserwowano supernową SN 2008hv.